# Error (EP)
Error es el segundo miniálbum (EP) del grupo masculino surcoreano VIXX. Fue lanzado el 14 de octubre de 2014, bajo la discográfica Jellyfish Entertainment. La canción principal del EP lleva el mismo nombre del álbum, «Error». La canción tuvo una versión japonesa que fue lanzada bajo la agencia CJ Victor Entertainment, lo que significó el debut oficial del grupo en Japón. Así mismo, tuvo una versión china que fue lanzada en China y Taiwán.

## Promoción
Las primeras imágenes de lo que sería su nuevo miniálbum empezaron a ser publicadas 7 de octubre, y muestra a cada miembro mostrando el concepto que se utilizaría en el álbum. El 9 de octubre, el grupo lanzó un video adelanto de su video musical a través de su canal oficial en YouTube. Un popurrí de las canciones de su nuevo álbum fue revelado el 12 de octubre. El video musical completo se lanzó el 13 de octubre y está protagonizado por el miembro Hongbin y la integrante de Kara, Heo Young Ji.
VIXX comenzó las promociones para el álbum en programas musicales, siendo Show Champion el primero, presentándose el 15 de octubre de 2014. «Error» ganó un total de 5 premios, uno en Show Champion, Music Bank, e Inkigayo, y dos en  The Show.

## Composición
«Error» fue escrito por la letrista surcoreana Kim Eana, el CEO de Jellyfish Hwang Se Jun y el productor de house MELODESIGN. El video musical de la canción fue dirigido por Hong Won Ki de ZanyBros, quien ha dirigido la mayoría de sus videos musicales anteriores.

## Lista de canciones
| N.º   | Título                                        | Letras                        | Música                                  | Duración |  |
| 1.    | «Steel Heart» (Intro)                         |                               | MELODESIGN, Lee Seul Gi                 | 0:46     |  |
| 2.    | «Error»                                       | Kim Eana                      | Hwang Se Jun, MELODESIGN                | 3:46     |  |
| 3.    | «After Dark»                                  | Ryu Dasom (Jam Factory), Ravi | Andrew Choi, 220, Jake K, Hayley Aitken | 3:08     |  |
| 4.    | «Blue Blossom» (청춘이 아파; Cheongchuni Apa) | Kim Ji Hyang, Ravi            | MELODESIGN                              | 3:41     |  |
| 5.    | «Time Machine»                                | 1월 8일 (Jam Factory), Ravi   | Albi Albertsson                         | 3:05     |  |
| 6.    | «What U Waiting For»                          | Ravi                          | Ravi                                    | 3:11     |  |
| 7.    | «Error» (Instrumental)                        |                               | Hwang Se Jun, MELODESIGN                | 3:46     |  |
| 22:00 |                                               |                               |                                         |          |  |

## Sencillo japonés
El 10 de diciembre de 2014, VIXX hizo su debut oficial en la industria musical japonesa con el lanzamiento de la versión japonesa de «Error» como sencillo físico, que incluyó la versión japonesa de su canción «Youth Hurts», bajo el título de «Seishun datte». El sencillo llegó al puesto 6 de la lista Oricon y vendió 19 381 copias. 
| «Error» (Sencillo japonés) |                                                        |                          |                          |          |  |
| N.º                        | Título                                                 | Letras                   | Música                   | Duración |  |
| 1.                         | «Error» (Versión japonesa)                             | SHOW de Digz. Inc Group  | Hwang Se Jun, MELODESIGN | 3:48     |  |
| 2.                         | «青春だって (Seishun datte)» (Traducción: Youth Hurts) | SHOW de Digz, Inc. Group | MELODESIGN               | 3:41     |  |
| 3.                         | «Error» (Instrumental)                                 |                          | Hwang Se Jun, MELODESIGN | 3:48     |  |
| 4.                         | «青春だって» (Instrumental)                            |                          | MELODESIGN               | 3:41     |  |

## Desempeño en listas
| Lista                     | Posición | Ventas       |
| ------------------------- | -------- | ------------ |
| Gaon Weekly albums chart  | 1        | KOR: 90 195+ |
| Gaon Monthly albums chart | 2        | KOR: 90 195+ |

## Premios y nominaciones
| Año  | Premiación               | Categoría                                  | Trabajo nominado | Resultado |
| ---- | ------------------------ | ------------------------------------------ | ---------------- | --------- |
| 2014 | SBS MTV Best of the Best | Mejor video musical                        | Error            | Nominado  |
| 2014 | SBS PopAsia Awards       | Canción del año                            | Error            | Nominado  |
| 2014 | KMC Radio Awards         | Mejor video musical                        | Error            | Nominado  |
| 2014 | KMC Radio Awards         | Canción del año                            | Error            | Nominado  |
| 2015 | Seoul Music Awards       | Bonsang                                    | Error            | Ganador   |
| 2015 | Gaon Chart K-Pop Awards  | Mejor vendido del cuarto trimestre del año | Error            | Nominado  |
| 2015 | Golden Disk Awards       | Disk Bonsang                               | Error            | Ganador   |

### Programas musicales
| Canción | Programa      | Fecha                  |
| ------- | ------------- | ---------------------- |
| «Error» | Show Champion | 22 de octubre de 2012  |
| «Error» | Music Bank    | 24 de octubre de 2014  |
| «Error» | Inkigayo      | 26 de octubre de 2014  |
| «Error» | The Show      | 28 de octubre de 2014  |
| «Error» | The Show      | 4 de noviembre de 2014 |

## Historia de lanzamiento
| Región        | Fecha                   | Formato              | Discográfica                                     |
| ------------- | ----------------------- | -------------------- | ------------------------------------------------ |
| Mundialmente  | 16 de octubre de 2014   | CD, Descarga digital | Jellyfish Entertainment                          |
| Corea del Sur | 16 de octubre de 2014   | CD, Descarga digital | Jellyfish Entertainment                          |
| Japón         | 10 de diciembre de 2014 | CD, CD+DVD           | Jellyfish Entertainment, CJ Victor Entertainment |
| China         | 7 de julio de 2015      | Descarga digital     | Jellyfish Entertainment, QQ                      |
| Taiwán        | 7 de julio de 2015      | Descarga digital     | Jellyfish Entertainment, KKBOX                   |